# Feuerwehr in Schleswig-Holstein
Die Feuerwehr in Schleswig-Holstein bezeichnet die Gesamtheit der öffentlichen Feuerwehren und die Werkfeuerwehren in Schleswig-Holstein, ihre Aufgaben, Organisation, Ressourcen und Tätigkeiten. Gesetzliche Grundlage des Feuerwehrwesens in Schleswig-Holstein ist das Brandschutzgesetz (BrSchG).

## Aufgaben und Organisation
Das Feuerwehrwesen umfasst nach dem schleswig-holsteinischen Brandschutzgesetz die Bekämpfung von Bränden und den Schutz von Menschen, Tieren und Sachen vor Brandschäden (abwehrender Brandschutz), die Hilfeleistung bei Not- und Unglücksfällen (Technische Hilfe), die Verhütung von Bränden und Brandgefahren (vorbeugender Brandschutz, Mitwirkung der Feuerwehren bei Brandschutzerziehung und Brandschutzaufklärung) und die Mitwirkung im Katastrophenschutz. Zuständige Oberbehörde ist das Innenministerium des Landes Schleswig-Holstein mit dem in der „Kommunalabteilung“ angesiedelten Referat „Feuerwehrwesen und Katastrophenschutz“.
Neben den gesetzlichen Aufgaben übernehmen insbesondere die Freiwilligen Feuerwehren in den zahlreichen ländlichen Gemeinden Schleswig-Holsteins vielfältige Aufgaben des bürgerschaftlichen Engagements, etwa die Durchführung von oder Unterstützung bei öffentlichen Veranstaltungen oder bei der Jugendarbeit.

### Arten und Zahl der Feuerwehren
Das Brandschutzgesetz unterscheidet für die öffentlichen Feuerwehren in Trägerschaft der Gemeinden die
- Berufsfeuerwehren mit hauptamtlichen Kräften und die
- Freiwilligen Feuerwehren und Pflichtfeuerwehren mit fast ausschließlich ehrenamtlichen Kräften.

#### Berufsfeuerwehren
Berufsfeuerwehren existieren in Schleswig-Holstein nur in den vier kreisfreien Städten Kiel (siehe auch Feuerwehr Kiel), Lübeck (siehe auch Feuerwehr Lübeck), Flensburg (siehe auch Feuerwehr Flensburg) und Neumünster (Feuerwehr Neumünster) sowie in der großen kreisangehörigen Stadt Norderstedt (Feuerwehr Norderstedt) (seit 2022).
In den übrigen mehr als 1100 Gemeinden gibt es Freiwillige Feuerwehren oder, in einem Fall, eine Pflichtfeuerwehre. Da einige Gemeinden mehrere Orts- oder Ortsteilfeuerwehren vorhalten (z. B. vier Feuerwehren im Gebiet der Stadt Norderstedt), gibt es in Schleswig-Holstein mehr Freiwillige Feuerwehren als Gemeinden. Die Größe der Freiwilligen Feuerwehren reicht von einer Löschgruppe mit einem Fahrzeug des Typs TSF bis hin zu Feuerwehren mit bis zu sieben Löschgruppen in zwei Zügen (z. B. in Elmshorn). Die Anzahl der Freiwilligen Feuerwehren ist seit Jahren rückläufig.

#### Pflichtfeuerwehren
Sollte sich keine Freiwillige Feuerwehr finden, kann eine Pflichtfeuerwehr aufgestellt werden.
Die sind seit mindestens im Jahr 2013 in Burg (Dithmarschen)
In Grömitz war eine Pflichtfeuerwehr, ebenso in Friedrichstadt. 

#### Sonstige Feuerwehren
Neben den öffentlichen Feuerwehren gibt es weniger als 25 Werkfeuerwehren sowie einige Standorte der Bundeswehrfeuerwehr.
| Jahr | Berufsfeuerwehren | Freiwillige Feuerwehren | Jugendfeuerwehren | anerkannte Werk- und Betriebsfeuerwehren |
| ---- | ----------------- | ----------------------- | ----------------- | ---------------------------------------- |
| 2004 | 4                 | 1.416                   | 386               | 31                                       |
| 2005 | 4                 | 1.414                   | 397               | 27                                       |
| 2006 | 4                 | 1.408                   | 403               | 29                                       |
| 2007 | 4                 | 1.406                   | 406               | 29                                       |
| 2008 | 4                 | 1.403                   | 413               | 29                                       |
| 2009 | 4                 | 1.397                   | 416               | 28                                       |
| 2010 | 4                 | 1.396                   | 416               | 21                                       |
| 2011 | 4                 | 1.386                   | 417               | 26                                       |
| 2012 | 4                 | 1.377                   | 421               | 27                                       |
| 2013 | 4                 | 1.371                   | 429               | 27                                       |
| 2014 | 4                 | 1.371                   | 431               | 27                                       |
| 2015 | 4                 | 1.350                   | 433               | 16                                       |
| 2016 | 4                 | 1.350                   | 435               | 23                                       |
| 2017 | 4                 | 1.349                   | 435               | 19                                       |
| 2018 | 4                 | 1.342                   | 439               | 22                                       |
| 2019 | 4                 | 1.334                   | 445               | 22                                       |
| 2020 | 4                 | 1.329                   | 445               | 23                                       |
| 2021 | 4                 | 1.330                   | 446               | 23                                       |
| 2022 | 4                 | 1.323                   | 451               | 23                                       |
| 2023 | 5                 | 1.235                   | 452               | 19                                       |

Quelle: Jahresberichte des Landesfeuerwehrverbandes Schleswig-Holstein

### Arten und Zahl der Feuerwehreinsätze
Seit Jahren machen die eigentlichen Brandeinsätze nur den kleineren Teil des Einsatzaufkommens aus, die Technische Hilfeleistung ist deutlich häufiger.
Notfalleinsätze und Krankentransporte fallen vor allem bei den Berufsfeuerwehren (außer Norderstedt) an, die auch den Rettungsdienst abdecken. Im Bereich der Freiwilligen Feuerwehren ist das grundsätzlich nicht der Fall, allerdings sind vereinzelt First-Responder-Einheiten entstanden, die eventuelle Wartezeiten bis zum Eintreffen des Rettungsdienstes („Therapiefreies Intervall“) überbrücken und dann auch Notfalleinsätze bearbeiten können.
| Jahr | Brände | Technische Hilfe | Fehlalarme | Sonstige | Rettungsdienst | Einsätze Gesamt |
| ---- | ------ | ---------------- | ---------- | -------- | -------------- | --------------- |
| 2000 | 06.567 | 14.728           | 4.192      | –        | –              | 111.338         |
| 2001 | 06.467 | 18.932           | 4.068      | –        | –              | 121.399         |
| 2002 | 06.597 | 31.118           | 3.592      | –        | –              | 135.960         |
| 2003 | 09.107 | 28.046           | 3.701      | –        | –              | 135.958         |
| 2004 | 07.021 | 22.381           | 3.975      | –        | –              | 129.701         |
| 2005 | 07.175 | 21.017           | 3.551      | –        | –              | 126.510         |
| 2006 | 07.557 | 24.993           | 4.524      | –        | 102.252        | 139.326         |
| 2007 | 07.102 | 24.700           | 4.490      | –        | 102.727        | 139.019         |
| 2008 | 07.296 | 22.170           | 4.522      | –        | 118.932        | 152.920         |
| 2009 | 07.132 | 20.455           | 4.300      | –        | 119.959        | 151.846         |
| 2010 | 07.064 | 19.978           | 4.981      | –        | 135.394        | 164.417         |
| 2011 | 08.201 | 15.399           | 4.966      | –        | 124.870        | 153.436         |
| 2012 | 09.026 | 14.495           | 6.195      | –        | 116.603        | 146.319         |
| 2013 | 08.603 | 22.827           | 5.588      | –        | 047.180        | 084.198         |
| 2014 | 10.494 | 16.087           | 6.553      | –        | 044.054        | 077.188         |
| 2015 | 09.805 | 19.342           | 6.379      | 4.375    | 062.957        | 102.858         |
| 2016 | 09.761 | 19.385           | 6.046      | 4.733    | 065.414        | 105.339         |
| 2017 | 07.132 | 21.712           | 5.762      | 2.817    | 104.084        | 141.507         |
| 2018 | 08.154 | 19.742           | 7.651      | 6.398    | 177.413        | 219.358         |
| 2019 | 10.148 | 18.926           | 7.577      | 5.550    | 174.580        | 216.781         |
| 2020 | 08.504 | 16.557           | 7.228      | 2.403    | 167.053        | 201.745         |
| 2021 | 07.785 | 19.405           | 7.368      | 3.084    | 183.907        | 221.549         |
| 2022 | 9.399  | 27.554           | 7.098      | 3.622    | 189.372        | 237.045         |
| 2023 | *      | *                | *          | *        | *              | *               |

Quelle: Jahresberichte des Landesfeuerwehrverbandes Schleswig-Holstein; * = Angaben unvollständig, deshalb nicht ausgewiesen

### Zuständigkeiten
Die Gemeinden müssen nach dem Brandschutzgesetz eine „leistungsfähige öffentliche Feuerwehr“ vorhalten. Die Kriterien für die personelle und technische Leistungsfähigkeit sind in einem Organisationserlass des Innenministeriums detailliert geregelt. Mehrere amtsangehörige Gemeinden können die Aufgabe des Brandschutzes dem Amt übertragen.
Die Kreise und kreisfreien Städte sind nach dem Gesetz verpflichtet, eine Einsatzleitstelle zu unterhalten und Alarmpläne für die gemeindeübergreifende Hilfe bereitzuhalten. Außerdem müssen die Kreise und kreisfreien Städte ein Informationssystem über gefährliche Stoffe und Güter vorhalten und einen „Löschzug Gefahrgut“ aufstellen. Die Kreise müssen darüber hinaus überörtliche Ausbildungslehrgänge anbieten und eine Feuerwehrtechnische Zentrale einrichten, in der Geräte geprüft und untergebracht und Lehrgänge abgehalten werden können. Außerdem sorgen die Kreise für die Aufstellung von Feuerwehrbereitschaften, in denen Einheiten aus mehreren Feuerwehren für größere Schadenslagen überörtlich zusammenarbeiten.
Das Land Schleswig-Holstein ist, neben der „Förderung des Feuerwehrwesens“, gesetzlich unter anderem verpflichtet, eine Landesfeuerwehrschule zu unterhalten und den Gemeinden und Kreisen „für den abwehrenden Brandschutz und die technische Hilfe Zuwendungen zu gewähren“. Praktisch werden diese Zuwendungen vor allem aus der Feuerschutzsteuer finanziert.

### Verbände
Die Gemeindefeuerwehren sind nach den Bestimmungen des § 13 BrSchG Pflichtmitglieder ihres Stadt- oder Kreisfeuerwehrverbandes. Diese sind Körperschaften des öffentlichen Rechts, an ihrer Spitze steht jeweils eine Stadt- bzw. Kreiswehrführung.
Die Stadt- und Kreisfeuerwehrbände sind zusammen mit anderen Organisationen Mitglieder im Landesfeuerwehrverband Schleswig-Holstein e.V. An dessen Spitze steht als Verbandsvorsitzender der Landesbrandmeister. Der Landesfeuerwehrverband ist wiederum Mitglied im Deutschen Feuerwehrverband.

### Weitere Organisationen

#### Unfallversicherung
Die Unfallversicherung („Feuerwehr-Unfallkasse“) der Feuerwehren ist die Hanseatische Feuerwehr-Unfallkasse Nord (HFUK Nord) mit Sitz in Kiel und weiteren Geschäftsstellen in Hamburg, Schwerin und Güstrow.

#### Feuerwehrmuseum

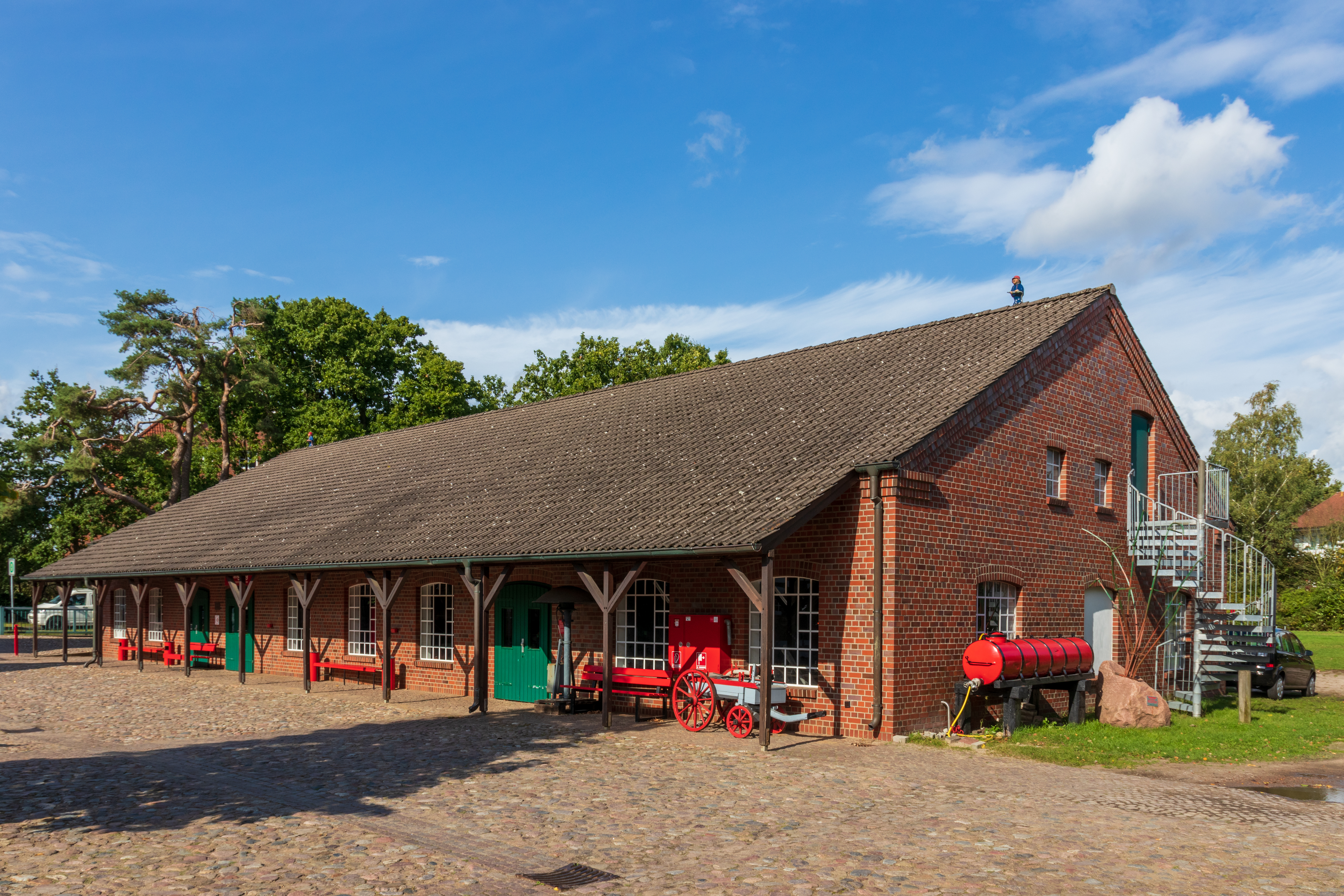
Feuerwehrmuseum in Norderstedt

In Norderstedt besteht auf Initiative und mit Unterstützung des Fördervereins Feuerwehrmuseum Hof Lüdemann e.V. das Feuerwehrmuseum Schleswig-Holstein. Es präsentiert historische Feuerwehrfahrzeuge und -geräte und gibt eine eigene Zeitschrift (Der Feuermelder) heraus.

## Personal
In den Feuerwehren in Schleswig-Holstein gab es 2021 mehr als 53.000 Aktive, davon knapp 51.000 in den Freiwilligen Feuerwehren, die übrigen in Berufs- und Werkfeuerwehren. Hinzu kommen knapp 15.000 Mitglieder in den Alters- und Ehrenabteilungen der Freiwilligen Feuerwehren und knapp 10.000 Mitglieder der Jugendfeuerwehren. Insgesamt waren damit mehr als 78.000 Menschen in Schleswig-Holstein in der Feuerwehr aktiv, was etwa 2,7 % der Gesamtbevölkerung entspricht. Hinzu kommt eine unbekannte Zahl fördernder Mitglieder in den Freiwilligen Feuerwehren.

### Hauptamtliche und ehrenamtliche Kräfte
Die Aktiven in den Freiwilligen Feuerwehren sind fast ausschließlich ehrenamtlich tätig. Lediglich in einigen größeren Städten gibt es einen oder mehrere hauptamtliche Gerätewarte. Am Industriestandort Brunsbüttel werden die Ehrenamtlichen darüber hinaus durch eine Hauptamtliche Wachabteilung ergänzt, weitere sind (Stand Ende 2022) in Itzehoe und auf Fehmarn im Aufbau. Vor allem in größeren Städten gibt es entsprechende Forderungen zur Entlastung der freiwilligen Einsatzkräfte. Die Mitglieder der hauptamtlichen Wachabteilung müssen eine der Berufsfeuerwehr entsprechende Qualifikation aufweisen. Personen, die nicht feuerwehrdiensttauglich sind, können seit 2015 in Verwaltungsabteilungen Dienst tun.
Die Zahl der Aktiven in den Freiwilligen Feuerwehren nimmt in den letzten Jahren wieder zu, insbesondere die Zahl der weiblichen Aktiven steigt. Ihr Anteil nahm von 3,6 % im Jahr 2000 auf 10,4 % im Jahr 2021 zu. In den Berufs- und Werkfeuerwehren war der Anteil mit 7,7 % und 5,6 % etwas niedriger, bei der Jugendfeuerwehr betrug der Anteil weiblicher Mitglieder dagegen sogar 28,2 %.
| Jahr | Aktive in der Freiwilligen Feuerwehr (davon weiblich) | Aktive in der Berufsfeuerwehr (davon weiblich) | Aktive in der Werkfeuerwehr (davon weiblich) | Aktive in der Jugendfeuerwehr (davon weiblich) | Aktive Gesamt (davon weiblich) |
| ---- | ----------------------------------------------------- | ---------------------------------------------- | -------------------------------------------- | ---------------------------------------------- | ------------------------------ |
| 2000 | 50.700 (1.869)                                        | 0726 00(–)                                     | 1.142 0(–)                                   | 08.617 (1.899)                                 | 61.185 (3.768)                 |
| 2001 | 50.031 (2.148)                                        | 0715 00(2)                                     | 1.152 0(7)                                   | 09.015 (2.009)                                 | 60.913 (4.166)                 |
| 2002 | 49.689 (2.355)                                        | 0712 00(1)                                     | 1.043 0(9)                                   | 09.146 (2.110)                                 | 60.590 (4.475)                 |
| 2003 | 49.158 (2.426)                                        | 0711 00(2)                                     | 1.099 (10)                                   | 09.382 (2.170)                                 | 60.350 (4.608)                 |
| 2004 | 49.026 (2.496)                                        | 0704 00(2)                                     | 1.097 (13)                                   | 09.456 (2.196)                                 | 60.283 (4.707)                 |
| 2005 | 48.784 (2.700)                                        | 0702 00(2)                                     | 1.072 (14)                                   | 09.528 (2.249)                                 | 60.086 (4.965)                 |
| 2006 | 48.758 (2.546)                                        | 0688 00(2)                                     | 1.103 (14)                                   | 09.407 (2.250)                                 | 59.956 (4.812)                 |
| 2007 | 48.503 (2.741)                                        | 0697 00(2)                                     | 1.146 (15)                                   | 09.429 (2.195)                                 | 59.775 (4.953)                 |
| 2008 | 48.863 (2.939)                                        | 0717 00(2)                                     | 1.144 (30)                                   | 09.515 (2.229)                                 | 60.239 (5.200)                 |
| 2009 | 49.212 (2.965)                                        | 0730 00(2)                                     | 1.165 (32)                                   | 09.537 (2.235)                                 | 60.644 (5.234)                 |
| 2010 | 49.314 (3.112)                                        | 0734 00(2)                                     | 0827 (13)                                    | 09.568 (2.246)                                 | 60.443 (5.373)                 |
| 2011 | 48.822 (3.629)                                        | 0724 00(2)                                     | 1.130 (16)                                   | 09.639 (2.278)                                 | 60.315 (5.925)                 |
| 2012 | 48.369 (3.648)                                        | 0747 00(4)                                     | 1.028 (41)                                   | 09.596 (2.321)                                 | 59.740 (6.020)                 |
| 2013 | 48.104 (3.820)                                        | 0780 00(2)                                     | 0997 (47)                                    | 09.491 (2.258)                                 | 59.372 (6.121)                 |
| 2014 | 48.211 (3.836)                                        | 0780 00(2)                                     | 0834 (39)                                    | 09.518 (2.456)                                 | 59.343 (6.333)                 |
| 2015 | 48.282 (3.891)                                        | 0919 00(7)                                     | 0816 (34)                                    | 09.754 (2.536)                                 | 59.771 (6.468)                 |
| 2016 | 48.649 (4.208)                                        | 1.031 0(19)                                    | 0957 (42)                                    | 09.761 (2.547)                                 | 60.398 (6.816)                 |
| 2017 | 48.913 (4.356)                                        | 1.007 0(17)                                    | 0998 (42)                                    | 09.686 (2.789)                                 | 60.604 (7.204)                 |
| 2018 | 49.120 (4.573)                                        | 0919 0(24)                                     | 0976 (54)                                    | 09.877 (2.841)                                 | 60.882 (7.492)                 |
| 2019 | 49.543 (4.750)                                        | 1.132 0(83)                                    | 0953 (44)                                    | 10.115 (2.969)                                 | 61.743 (7.846)                 |
| 2020 | 50.152 (4.971)                                        | 1.251 0(90)                                    | 0997 (39)                                    | 10.115 (2.969)                                 | 62.515 (8.069)                 |
| 2021 | 50.817 (5.304)                                        | 1.421 (109)                                    | 1.004 (56)                                   | 09.739 (2.751)                                 | 62.891 (8.220)                 |
| 2022 | 51.308 (5.644)                                        | 1.391 (131)                                    | 969 (58)                                     | 9.859 (2.739)                                  | 63.527 (8.572)                 |
| 2023 | 53.491 (6.090)                                        | *                                              | 819 (49)                                     | *                                              | *                              |

Quelle: Jahresberichte des Landesfeuerwehrverbandes Schleswig-Holstein; * = Angaben unvollständig, deshalb nicht ausgewiesen

### Ausbildung
Die Ausbildung in den Feuerwehren in Schleswig-Holstein folgt wie in den anderen Bundesländern der Feuerwehr-Dienstvorschrift 2. Sie gliedert sich in eine Truppausbildung (Truppmann und Truppführerausbildung), die Führungsausbildung (Gruppenführung, Zugführung, Wehrführung, Verbandsführung) und die technische Ausbildung (z. B. Ausbildung zum Sprechfunker, (Fahrer-)Maschinisten, Motorsägenführer oder Atemschutzgeräteträger sowie weitergehende technische Ausbildung z. B. für die technische Hilfe, für Atemschutznotfälle etc.).

#### Grundausbildung
Die Grundausbildung besteht aus der praktischen Ausbildung in der Feuerwehr und dem Besuch von zwei Grundausbildungs-Lehrgängen (früher „Truppmann 1 und 2“, heute in der Regel „Feuerwehrgrundlehrgang“ oder ähnlich). Die praktische Ausbildung in der Feuerwehr soll inklusive der Lehrgänge mindestens 150 Stunden umfassen. Die weitere technische und Führungsausbildung erfolgt dann überwiegend in Form von Lehrgängen auf Kreis- oder Landesebene.

#### Ausbildung auf Kreisebene
Die Stadt- und Kreisfeuerwehrverbände führen die Lehrgänge zum Truppführer sowie die meisten technischen Lehrgänge mit ehrenamtlichem Personal durch. Diese Kreisausbilder sind in der Regel Mitglieder der Freiwilligen Feuerwehren, die für das jeweilige Thema eine besondere Befähigung haben.

#### Landesfeuerwehrschule
Das Land Schleswig-Holstein betreibt die Landesfeuerwehrschule Schleswig-Holstein in Harrislee. Dort werden für die Freiwilligen Feuerwehren die Führungslehrgänge (ab Gruppenführung) sowie die Ausbildungen für die Kreisausbilder mit hauptamtlichem Personal durchgeführt. Der Etat für laufende Kosten der Landesfeuerwehrschule betrug 2012 rund 2,7 Mio. Euro.

#### Feuerwehrführerschein
Feuerwehrangehörige, die seit mindestens zwei Jahren im Besitz einer Fahrerlaubnis der Klasse B sind, können in Schleswig-Holstein nach einer theoretischen und praktischen Einweisung und einer Abschlussfahrt von mindestens 45 Minuten Dauer den sogenannten Feuerwehrführerschein für Einsatzfahrzeuge mit einer zulässigen Gesamtmasse von bis zu 7,5 Tonnen erhalten. Die Einweisung, Prüfung und Ausstellung der Bescheinigung kann durch einen Feuerwehrangehörigen erfolgen, der das 30. Lebensjahr vollendet hat, seit mindestens fünf Jahren eine gültige Fahrerlaubnis der Klasse C1 besitzt und zum Zeitpunkt der Einweisungs- und Prüfungsfahrten im Verkehrszentralregister mit nicht mehr als drei Punkten belastet ist.

### Dienstgradsystem
Die Dienstgrade der Feuerwehr in Schleswig-Holstein werden in Abhängigkeit von Qualifikation, Funktion und Dienstzeit vergeben.

### Nachwuchsförderung
Wesentliches Instrument der Nachwuchsförderung sind die mehr als 400 Jugendfeuerwehren mit annähernd 10.000 Aktiven. Die Jugendfeuerwehren stehen Kindern und Jugendlichen von 10 bis 17 Jahren offen. Mit dem Jugendfeuerwehrzentrum in Rendsburg verfügen die Jugendfeuerwehren in Schleswig-Holstein über ein eigenes Ausbildungsgelände. Seit 2015 sind außerdem Kinderfeuerwehren für Kinder ab dem Alter von sechs Jahren gesetzlich zulässig.

### Sportförderung
In den Berufsfeuerwehren und in einigen Freiwilligen Feuerwehren wird Feuerwehrsport als Teil des Feuerwehrdienstes durchgeführt, um auf die körperlichen Einsatz-Anforderungen (insbesondere unter Atemschutz) vorzubereiten. Die Hanseatische Feuerwehrunfallkasse unterstützt Freiwillige Feuerwehren in Schleswig-Holstein mit dem Projekt „Fit for Fire“ z. B. durch Anschubkurse und Trainerseminare.

## Technische Ressourcen

### Fahrzeuge
Die Feuerwehren in Schleswig-Holstein verwenden überwiegend kleine Löschfahrzeuge. So waren im Jahr 2019 insgesamt 564 Tragkraftspritzenfahrzeuge sowie 600 Löschfahrzeuge der alten Norm LF 8 und LF 8/6 im Bestand. Größere Löschgruppenfahrzeuge (LF 16 und größer) waren demgegenüber in der Minderzahl.
Insgesamt waren Ende 2019 bei den Berufsfeuerwehren 183 Fahrzeuge mit Sprechfunk im Einsatz, bei den Freiwilligen Feuerwehren 3417 Feuerwehrfahrzeuge.
Die Feuerfahrzeugarten sind mit einem Fahrzeugpunktwert belegt, der den grundsätzlichen taktischen Wert eines Fahrzeuges widerspiegelt. Diese Punktwerte müssen mit den Risikoklassen des Ausrückbereichs (Gemeinde oder Teil einer Gemeinde) korrespondieren: Der Risiko-Punktwert eines Ausrückebereichs muss von den dort vorhandenen Feuerwehrfahrzeugen mindestens erreicht werden.
Bis zum Jahr 2013 hatten die Feuerwehren folgenden Fahrzeugbestand:
| Jahr | TSF | TSF-W | LF 8, LF 8/6 | LF 16, LF 16-TS | LF 16/12, LF 24, HLF | TLF | Hubrettung | Fahrzeuge mit Sprechfunk insgesamt |
| ---- | --- | ----- | ------------ | --------------- | -------------------- | --- | ---------- | ---------------------------------- |
| 2004 | 578 | 196   | 630          | 197             | 138                  | 372 | 67         | 3.340                              |
| 2005 | 547 | 205   | 636          | 316             | 155                  | 389 | 69         | 3.277                              |
| 2006 | 506 | 244   | 632          | 310             | 169                  | 382 | 69         | 3.402                              |
| 2007 | 489 | 267   | 623          | 314             | 176                  | 368 | 71         | 3.402                              |
| 2008 | 469 | 280   | 616          | 323             | 189                  | 351 | 70         | 3.440                              |
| 2009 | 482 | 255   | 626          | 310             | 206                  | 346 | 76         | 3.275                              |
| 2010 | 405 | 324   | 587          | 323             | 233                  | 295 | 72         | 3.241                              |
| 2011 | 388 | 337   | 619          | 309             | 248                  | 302 | 71         | 2.933                              |
| 2012 | 361 | 331   | 509          | 193             | 190                  | 259 | 68         | 3.075                              |
| 2013 | 321 | 337   | 480          | 109             | 281                  | 248 | 70         | 2.559                              |

Entwicklung der Fahrzeugzahl bei den Freiwilligen Feuerwehren in Schleswig-Holstein

Quelle: Jahresstatistik der Feuerwehren in Schleswig-Holstein („FEU 905“) des Innenministeriums Schleswig-Holstein

### Leitstellen, Alarmierung und Funk
Die elf Kreise und vier kreisfreien Städte betreiben insgesamt sechs Leitstellen für Feuerwehr und Rettungsdienst, davon zwei Integrierte Regionalleitstellen (kreisübergreifend) und zwei Kooperative Leitstellen (kreisübergreifend mit Einbeziehung der Polizei).
| Leitstelle                           | Standort     | Abdeckung                                                     |
| ------------------------------------ | ------------ | ------------------------------------------------------------- |
| Kooperative Leitstelle Nord          | Harrislee    | Stadt Flensburg, Kreise Schleswig-Flensburg und Nordfriesland |
| Kooperative Leitstelle West          | Elmshorn     | Kreise Pinneberg, Steinburg, Dithmarschen und Kreis Segeberg  |
| Integrierte Regionalleitstelle Mitte | Kiel         | Stadt Kiel, Kreise Rendsburg-Eckernförde und Plön             |
| Integrierte Regionalleitstelle Süd   | Bad Oldesloe | Kreise Stormarn, Herzogtum Lauenburg und Ostholstein          |
| Integrierte Leitstelle Neumünster    | Neumünster   | Stadt Neumünster                                              |
| Leitstelle Lübeck                    | Lübeck       | Stadt Lübeck                                                  |

Die Alarmierung der rund 48.000 freiwilligen Einsatzkräfte erfolgt in knapp der Hälfte der Fälle (mehr als 23.000) per Meldeempfänger, ansonsten durch Sirene.
Die Alarmierung und der Sprechfunkverkehr werden zurzeit auf Digitalfunk umgestellt. Das Ministerium für Inneres, Kommunales, Wohnen und Sport hat dazu eine Landeszentralstelle BOS-Digitalfunk eingerichtet. Mit der Einführung des digitalen BOS-Sprechfunks werden auch die Funkrufnamen an die operativ-taktischen Adressen (OPTA) angepasst.

### Software
Die Mehrzahl der Stadt- und Kreisfeuerwehrverbände (Städte Kiel, Flensburg, Lübeck, Neumünster sowie Kreise Ostholstein, Plön, Rendsburg-Eckernförde, Herzogtum Lauenburg, Stormarn, Nordfriesland, Schleswig-Flensburg, Pinneberg) nutzt das Feuerwehrverwaltungsprogramm Fox-112.

### Kleidung und Kennzeichnung
Die Dienst- und Einsatzkleidung ist per Erlass geregelt.

#### Einsatzkleidung und Kennzeichnung
Die Einsatzschutzkleidung wird heute überwiegend in schwarz-blau getragen, orange-rote Schutzkleidung wird zunehmend ausgemustert. Einige Feuerwehren haben auch sand-/goldfarbige Kleidung (PBI-Material) eingeführt. Üblicherweise tragen die Einsatzkräfte ein Namensband an der Einsatzjacke. Dienstgrad-, Lehrgangs- oder Ehrenabzeichen werden hingegen nur an der sogenannten Dienstkleidung getragen.

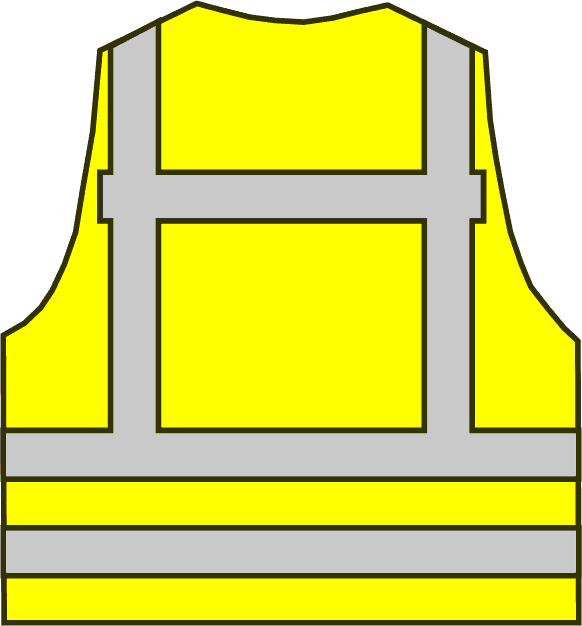
Kennzeichnungsweste für den Einsatzleiter

Die Funktionskennzeichnung an der Einsatzschutzkleidung erfolgt durch horizontale Streifen am Helm, verschiedenfarbige Koller und Kennzeichnungswesten sowie ggf. ergänzende Rückenschilder. Dabei tragen:
- Einsatzleiter eine gelbe Weste,
- Abschnittsleiter eine weiße Weste,
- „Führer einer angeforderten Einheit“ eine rote Weste,
- Kreis- oder Stadtwehrführer oder Leiter der Berufsfeuerwehr ein gelbes Koller und zwei rote Ringe am Helm,
- Amts- oder Gemeindewehrführer etc. ein weißes Koller und in der Regel einen roten Ring am Helm,
- Ortswehrführer und Zugführer ein rotes Koller und in der Regel zwei Streifen auf beiden Helmseiten,
- Gruppenführer eine blaue Weste und einen roten Streifen auf beiden Helmseiten,
- Fachberater eine grüne Weste,
- Feuerwehrseelsorger oder Mitarbeiter der Psychosozialen Notfallversorgung eine lilafarbene Weste,
- Atemschutzüberwacher eine schwarz-weiße Weste,
- Atemschutzgeräteträger den Buchstaben A am Helm (Kann-Bestimmung).

#### Dienstkleidung
An der Jacke der sogenannten Dienstkleidung (als „Ausgehuniform“ z. B. mit dem Dienstanzug der Bundeswehr vergleichbar) werden neben den Dienstgradabzeichen auch Lehrgangs- und Dienstzeitabzeichen sowie Orden und Ehrenzeichen (wie z. B. das Schleswig-Holsteinische Feuerwehr-Ehrenkreuz oder das Schleswig-Holsteinische Brandschutz-Ehrenzeichen), häufig in Form von Bandschnallen, getragen. In einigen, vor allem größeren Feuerwehren, sind auch Namensschilder üblich.